# Fabio Fanuli
Fabio Fanuli (né le 10 février 1985 à Grottaglie) est un joueur italien de volley-ball. Il mesure 1,90 m et joue libero après avoir commencé sa carrière comme réceptionneur-attaquant puis passeur.

## Clubs
| Club               | De        | À         |
| ------------------ | --------- | --------- |
| Pallavolo Fassano  | 2005-2006 | 2005-2006 |
| Pallavolo Molfetta | 2006-2007 | 2006-2007 |
| Volley Cavriago    | 2007-2008 | 2007-2008 |
| Sir Safety Pérouse | 2008-2009 | 2009-2010 |
| Callipo Sport      | 2010-2011 | 2011-2012 |
| Pallavolo Martina  | 2012-2013 | 2012-2013 |
| Sir Safety Pérouse | 2013-2014 | ...       |

## Palmarès
- Challenge Cup (1)
  - Vainqueur : 2010
- Championnat d'Italie
  - Finaliste : 2014
- Coupe d'Italie
  - Finaliste : 2014